# Индустријска зона Мадона Ува Сека (Верона)
Индустријска зона Мадона Ува Сека је насеље у Италији у округу Верона, региону Венето.
Према процени из 2011. у насељу је живело 4 становника. Насеље се налази на надморској висини од 45 м.